# Dexter, Kansas
Dexter är en ort i Cowley County i Kansas. Vid 2010 års folkräkning hade Dexter 278 invånare.